# Microrregión de Sorocaba
La microrregión de Sorocaba es una de las microrregiones del estado brasileño de São Paulo perteneciente a la mesorregión Macro Metropolitana Paulista. Su población fue estimada en 2006 por el IBGE en 1.313.295 habitantes y está dividida en quince municipios. Posee un área total de 4.202,4 km².

## Municipios
- Alumínio
- Araçariguama
- Araçoiaba da Serra
- Cabreúva
- Capela do Alto
- Iperó
- Itu
- Mairinque
- Porto Feliz
- Salto
- Salto de Pirapora
- São Roque
- Sarapuí
- Sorocaba
- Votorantim